# Ruda Łańcucka (gmina)
Ruda Łańcucka (do 1939 Jelna; od 9 XII 1973 Nowa Sarzyna) – dawna gmina wiejska istniejąca w latach 1939–1954 oraz w 1973 roku w woj. lwowskim i rzeszowskim (dzisiejsze woj. podkarpackie). Siedzibą gminy była Ruda Łańcucka.
Gmina została powołana 1 października 1939 roku w powiecie łańcuckim, w woj. lwowskim, z obszaru zniesionej gminy Jelna, jednakże w związku z wybuchem wojny rozporządzenie nie weszło w życie. Natomiast hitlerowcy utworzyli z niej gminę Wola Zarczycka z siedzibą w dużo większej Woli Zarczyckiej (w skład gminy weszła też wschodnia część gminy Kamień (powiat jarosławski).
Po wojnie zmiana nazwy na Ruda Łańcucka weszła w życie. 18 sierpnia 1945 roku gmina weszła w skład woj. rzeszowskiego. 1 lipca 1952 roku gmina Ruda Łańcucka składała się z 7 gromad: Hucisko, Jelna, Łukowa, Ruda Łańcucka, Sarzyna, Wola Żarczycka i Wólka Niedźwiedzka. Gmina została zniesiona 29 września 1954 roku wraz z reformą wprowadzającą gromady w miejsce gmin.
Z kolejną reformą przywracającą gminy, gmina Ruda Łańcucka została reaktywowana w dniu 1 stycznia 1973 roku w powiecie leżajskim, w woj. rzeszowskim, składającą się z 5 sołectw: Jelna, Łukowa, Ruda Łańcucka, Sarzyna i Tarnogóra.
9 grudnia 1973 nazwę Ruda Łańcucka zmieniono na Nowa Sarzyna, równocześnie powołując wspólne rady narodowe dla gminy Nowa Sarzyna i miasta Nowa Sarzyna z siedzibą w Nowej Sarzynie. W związku z tym powstała współczesna gmina Nowa Sarzyna.